# Filmografia lui John Williams
Aceasta este lista titlurilor în care John Williams a servit în calitate de compozitor.
| An        | Titlu                                                                   | Regizor                       | Studio                                                   | Note |
| --------- | ----------------------------------------------------------------------- | ----------------------------- | -------------------------------------------------------- | --- |
| 1956      | Playhouse 90 (Serie TV)                                                 | Tony Barr                     | Columbia Broadcasting System (CBS)                       | |
| 1957      | Tales of Wells Fargo (Serie TV)                                         | Frank Gruber                  | Overland Productions                                     | |
| 1958      | Daddy-O                                                                 | Lou Place                     | Imperial Productions                                     | Prima coloană sonoră pentru un lung-metraj |
| 1958-1959 | M Squad (Serie TV)                                                      | Don Medford                   | Latimer Productions                                      | 8 episoade, trecut Johnny Williams în generic |
| 1960      | Kraft Mystery Theater (Serie TV)                                        | Paul Bogart                   | Desliu Studios                                           | |
| 1960      | I Passed for White                                                      | Fred M. Wilcox                | Fred M. Wilcox Enterprises Inc.                          | |
| 1960      | Because They're Young                                                   | Paul Wendkos                  | Drexel Productions                                       | Trecut Johnny Williams în generic |
| 1959-1960 | Bachelor Father (Serie TV)                                              | Earl Bellamy                  | Bachelor Productions                                     | 44 episoade, trecut Johnny Williams în generic |
| 1961      | The Secret Ways                                                         | Phil Karlson, Richard Widmark | Heath Productions                                        | Trecut Johnny Williams în generic |
| 1962      | Bachelor Flat                                                           | Frank Tashlin                 | Jack Cummings Productions                                | |
| 1960-1962 | Checkmate (Serie TV)                                                    | Don Weis                      | Jamco Productions                                        | Nominalizare la Premiile Grammy, 41 episoade, trecut Johnny Williams în generic |
| 1962      | Empire (Serie TV)                                                       | Bernard McEveety              | Screen Gems Television                                   | |
| 1961-1962 | Alcoa Premiere (Serie TV)                                               | Norman Lloyd                  | Avasta Productions                                       | Nominalizare la Premiile Emmy, 3 episoade, trecut Johnny Williams în generic |
| 1963      | Diamond Head                                                            | Guy Green                     | Columbia Pictures Corporation                            | Trecut Johnny Williams în generic |
| 1963      | Gidget Goes to Rome                                                     | Paul Wendkos                  | Columbia Pictures Corporation                            | Trecut Johnny Williams în generic |
| 1958-1963 | Wagon Train (Serie TV)                                                  | Howard E. Johnson             | Revue Studios                                            | 5 episoade, trecut Johnny Williams în generic |
| 1964      | Gilligan's Island: Marooned (scurt-metraj)                              | Rod Amateau                   | Gladysya Productions                                     | Trecut Johnny Williams în generic |
| 1964      | Nightmare in Chicago (Film TV)                                          | Robert Altman                 | Roncom Films                                             | |
| 1964      | The Killers                                                             | Don Siegel                    | Revue Studios                                            | Trecut Johnny Williams în generic |
| 1965      | The Katherine Reed Story (scurt-metraj)                                 | Robert Altman                 | Film independent                                         | |
| 1963-1965 | Kraft Suspense Theatre                                                  | Leon Benson                   | Roncom Films                                             | 18 episoade, trecut Johnny Williams în generic |
| 1965      | None But the Brave                                                      | Frank Sinatra                 | Warner Bros. Pictures                                    | Trecut Johnny Williams în generic |
| 1965      | John Goldfarb, Please Come Home!                                        | J. Lee Thompson               | Orchard Productions                                      | Trecut Johnny Williams în generic |
| 1964-1965 | Gilligan's Island (Serie TV)                                            | Jack Arnold                   | Columbia Broadcasting System                             | 20 de episoade |
| 1965      | Lost in Space (Serie TV)                                                | Don Richardson                | 20th Century Fox Television                              | 5 episoade, trecut Johnny Williams în generic |
| 1965-1966 | Wayne and Shuster Take an Affectionate Look At... (Serie TV documentar) | Norman Campbell, Bob Jarvis   | CBS Toronto                                              | 6 episoade, trecut Johnny Williams în generic |
| 1966      | The Rare Breed                                                          | Andrew V. McLaglen            | Universal Pictures                                       | Trecut Johnny Williams în generic |
| 1966      | The Kraft Summer Music Hall (serie TV)                                  | -                             | Bob Banner Associates                                    | Trecut Johnny Williams în generic |
| 1966      | How to Steal a Million                                                  | William Wyler                 | World Wide Productions                                   | Trecut Johnny Williams în generic |
| 1966      | The Plainsman                                                           | David Lowell Rich             | Universal Pictures                                       | Trecut Johnny Williams în generic |
| 1966      | The Time Tunnel (Serie TV)                                              | Sobey Martin                  | American Broadcasting Company (ABC)                      | 1 episod, trecut Johnny Williams în generic |
| 1966      | Not with My Wife, You Don't!                                            | Norman Panama                 | Fernwood-Reynard                                         | Trecut Johnny Williams în generic |
| 1966      | Penelope                                                                | Arthur Hiller                 | Metro-Goldwyn-Mayer (MGM)                                | Trecut Johnny Williams în generic |
| 1965-1967 | Bob Hope Presents the Chrysler Theatre (Serie TV)                       | Sam Peckinpah                 | Hovue Enterprises                                        | 5 episoade |
| 1967      | A Guide for the Married Man                                             | Gene Kelly                    | 20th Century Fox                                         | Trecut Johnny Williams în generic |
| 1967      | Ghostbreakers (Film TV)                                                 | Don Medford                   | Four Star Productions                                    | |
| 1967      | Fitzwilly                                                               | Delbert Mann                  | The Mirisch Corporation                                  | Trecut Johnny Williams în generic |
| 1968      | Sergeant Ryker                                                          | Buzz Kulik                    | Roncom Films, Universal Pictures                         | |
| 1968      | Land of the Giants (Serie TV)                                           | Harry Harris                  | 20th Century Fox                                         | 1 episod |
| 1968      | Heidi (Film TV)                                                         | Delbert Mann                  | Omnibus-Biography Productions                            | Câștigător al Premiului Emmy pentru Cea mai bună coloană sonoră |
| 1968      | CBS Playhouse (Serie TV)                                                | Paul Bogart                   | Columbia Broadcasting System (CBS)                       | 1 episod |
| 1969      | Daddy's Gone A-Hunting                                                  | Mark Robson                   | Red Lion                                                 | |
| 1969      | Goodbye, Mr. Chips                                                      | Herbert Ross                  | Metro-Goldwyn-Mayer (M-G-M)                              | Nominalizare la Premiile Oscar pentru Cea mai bună coloană sonoră |
| 1969      | The Reivers                                                             | Mark Rydell                   | Cinema Center Films                                      | Nominalizare la Premiile Oscar pentru Cea mai bună coloană sonoră |
| 1970      | Story of a Woman                                                        | Leonardo Bercovici            | Westward Films                                           | |
| 1970      | Jane Eyre (Film TV)                                                     | Delbert Mann                  | Omnibus Productions                                      | Câștigător al Premiului Emmy pentru Cea mai bună coloană sonoră |
| 1971      | Fiddler on the Roof                                                     | Norman Jewison                | The Mirisch Corporation                                  | Câștigător al Premiului Oscar pentru Cea mai bună coloană sonoră adaptată |
| 1972      | The Cowboys                                                             | Mark Rydell                   | Warner Bros. Pictures                                    | |
| 1972      | The Screaming Woman (Film TV)                                           | Jack Smight                   | Universal TV                                             | |
| 1972      | Images                                                                  | Robert Altman                 | Columbia Pictures Corporation                            | Nominalizare la Premiile Oscar pentru Cea mai bună coloană sonoră |
| 1972      | The Poseidon Adventure                                                  | Ronald Neame, Irwin Allen     | 20th Century Fox                                         | Nominalizare la Premiile Oscar pentru Cea mai bună coloană sonoră, nominalizare la Globurile de Aur pentru Cea mai bună coloană sonoră |
| 1972      | Pete 'n' Tillie                                                         | Martin Ritt                   | Universal Pictures                                       | Trecut John. T. Williams în generic |
| 1973      | The Long Goodbye                                                        | Robert Altman                 | E-K Corporation                                          | |
| 1973      | Tom Sawyer                                                              | Don Taylor                    | Reader's Digest                                          | Nominalizare la Globurile de Aur pentru Cea mai bună coloană sonoră, nominalizare la Premiile Oscar pentru cea mai bună coloană sonoră adaptată                                                                                                  |
| 1973      | The Man Who Loved Cat Dancing                                           | Richard C. Sarafian           | Metro-Goldwyn-Mayer (M-G-M)                              | |
| 1973      | The Paper Chase                                                         | James Bridges                 | Thompson-Paul Productions                                | |
| 1973      | Cinderella Liberty                                                      | Mark Rydell                   | Sanford                                                  | Nominalizare la Premiile Oscar pentru Cea mai bună coloană sonoră, nominalizare la Premiile Oscar pentru Cea mai bună melodie originală, nominalizare la Globurile de Aur pentru Cea mai bună coloană sonoră                                     |
| 1974      | The Cowboys (Serie TV)                                                  | William Witney                | Warner Bros. Television                                  | |
| 1974      | Conrack                                                                 | Martin Ritt                   | 20th Century Fox                                         | |
| 1974      | The Sugarland Express                                                   | Steven Spielberg              | Universal Pictures                                       | |
| 1974      | Earthquake                                                              | Mark Robson                   | Universal Pictures                                       | Nominalizare la Globurile de Aur pentru Cea mai bună coloană sonoră |
| 1974      | The Towering Inferno                                                    | John Guillermin               | Warner Bros. Pictures, 20th Century Fox                  | Nominalizare la Premiile Oscar pentru Cea mai bună coloană sonoră |
| 1975      | The Eiger Sanction                                                      | Clint Eastwood                | Universal Pictures                                       | |
| 1975      | Jaws                                                                    | Steven Spielberg              | Universal Pictures                                       | Câștigător al Premiului Oscar pentru Cea mai bună coloană sonoră, câștigător al Globului de Aur pentru Cea mai bună coloană sonoră, câștigător al Premiului BAFTA pentru cea mai bună coloană sonoră, câștigător al Premiului Grammy             |
| 1976      | Family Plot                                                             | Alfred Hitchcock              | Universal Pictures                                       | Ultimul film al lui Alfred Hitchcock |
| 1976      | The Missouri Breaks                                                     | Arthur Penn                   | Devon/Persky-Bright                                      | |
| 1976      | Midway                                                                  | Jack Smight                   | Universal Pictures                                       | |
| 1977      | Black Sunday                                                            | John Frankenheimer            | Paramount Pictures                                       | |
| 1977      | Star Wars                                                               | George Lucas                  | 20th Century Fox, Lucasfilm                              | Câștigător al Premiului Oscar pentru Cea mai bună coloană sonoră, câștigător al Globului de Aur pentru Cea mai bună coloană sonoră, câștigător al Premiului BAFTA pentru cea mai bună coloană sonoră, câștigător a trei Premii Grammy            |
| 1977      | Close Encounters of the Third Kind                                      | Steven Spielberg              | Columbia Pictures                                        | Câștigător a două Premii Grammy, nominalizare la Premiile Oscar pentru Cea mai bună coloană sonoră, nominalizare la Globurile de Aur pentru Cea mai bună coloană sonoră, nominalizare la Premiile BAFTA                                          |
| 1978      | The Fury                                                                | Brian de Palma                | 20th Century Fox                                         | |
| 1978      | Jaws 2                                                                  | Jeannot Szwarc                | Universal Pictures                                       | |
| 1978      | Superman                                                                | Richard Donner                | Dovemead Film Productions                                | Câștigător a două Premii Grammy, nominalizare la Premiile Oscar pentru Cea mai bună coloană sonoră, nominalizare la Globurile de Aur pentru Cea mai bună coloană sonoră                                                                          |
| 1979      | Dracula                                                                 | John Badham                   | Universal Pictures                                       | |
| 1979      | 1941                                                                    | Steven Spielberg              | Universal Pictures, Columbia Pictures Corporation        | |
| 1980      | Star Wars: Episode V - The Empire Strikes Back                          | Irvin Kershner                | Lucasfilm                                                | Câștigător a două Premii Grammy, câștigător al Premiului BAFTA pentru cea mai bună coloană sonoră, nominalizare la Premiile Oscar pentru Cea mai bună coloană sonoră, nominalizare la Globurile de Aur pentru Cea mai bună coloană sonoră        |
| 1981      | Raiders of the Lost Ark                                                 | Steven Spielberg              | Paramount Pictures                                       | Câștigător al Premiului Grammy, nominalizare la Premiile Oscar pentru Cea mai bună coloană sonoră, nominalizare la Globurile de Aur pentru Cea mai bună coloană sonoră, nominalizare la Premiile BAFTA pentru cea mai bună coloană sonoră        |
| 1981      | Heartbeeps                                                              | Allan Arkush                  | Universal Pictures                                       | |
| 1982      | E.T. the Extra-Terrestrial                                              | Steven Spielberg              | Universal Pictures, Amblin Entertainment                 | Câștigător al Premiului Oscar pentru Cea mai bună coloană sonoră, câștigător al Globului de Aur pentru Cea mai bună coloană sonoră, câștigător al Premiului BAFTA pentru cea mai bună coloană sonoră, câștigător a trei Premii Grammy            |
| 1982      | Monsignor                                                               | Frank Perry                   | Frank Yablans Presentations                              | |
| 1983      | Star Wars: Episode VI - Return of the Jedi                              | Richard Marquand              | Lucasfilm                                                | Nominalizare la Premiile Oscar pentru Cea mai bună coloană sonoră, nominalizare la Premiile Grammy |
| 1984      | Indiana Jones and the Temple of Doom                                    | Steven Spielberg              | Paramount Pictures                                       | Nominalizare la Premiile Oscar pentru Cea mai bună coloană sonoră |
| 1984      | The River                                                               | Mark Rydell                   | Universal Pictures                                       | Nominalizare la Premiile Oscar pentru Cea mai bună coloană sonoră |
| 1985      | Amazing Stories (Serie TV)                                              | Lesli Linka Glatter           | Amblin Entertainment                                     | 2 episoade |
| 1986      | SpaceCamp                                                               | Harry Winer                   | ABC Motion Pictures                                      | |
| 1987      | The Witches of Eastwick                                                 | George Miller                 | Warner Bros. Pictures                                    | Nominalizare la Premiile Oscar pentru Cea mai bună coloană sonoră, nominalizare la Premiile Grammy |
| 1987      | Empire of the Sun                                                       | Steven Spielberg              | Amblin Entertainment                                     | Câștigător al Premiului BAFTA pentru Cea mai bună coloană sonoră, nominalizare la Premiile Oscar pentru Cea mai bună coloană sonoră, nominalizare la Globurile de Aur pentru Cea mai bună coloană sonoră                                         |
| 1988      | The Accidental Tourist                                                  | Lawrence Kasdan               | Warner Bros. Pictures                                    | Nominalizare la Premiile Oscar pentru Cea mai bună coloană sonoră, nominalizare la Globurile de Aur pentru Cea mai bună coloană sonoră |
| 1989      | Stanley & Iris                                                          | Martin Ritt                   | Metro-Goldwyn-Mayer (M-G-M)                              | |
| 1989      | Indiana Jones and the Last Crusade                                      | Steven Spielberg              | Paramount Pictures                                       | Nominalizare la Premiile Oscar pentru Cea mai bună coloană sonoră, nominalizare la Premiile Grammy |
| 1989      | Born on the Fourth of July                                              | Oliver Stone                  | Ixtlan                                                   | Nominalizare la Premiile Oscar pentru Cea mai bună coloană sonoră, nominalizare la Globurile de Aur pentru Cea mai bună coloană sonoră |
| 1989      | Always                                                                  | Steven Spielberg              | Amblin Entertainment                                     | |
| 1990      | Presumed Innocent                                                       | Alan J. Pakula                | Warner Bros. Pictures                                    | |
| 1990      | Home Alone                                                              | Chris Columbus                | Hughes Entertainment                                     | Nominalizare la Premiile Oscar pentru Cea mai bună coloană sonoră, nominalizare la Premiile Oscar pentru Cea mai bună melodie originală, nominalizare la Premiile Grammy                                                                         |
| 1991      | Hook                                                                    | Steven Spielberg              | Amblin Entertainment, TriStar Pictures                   | Nominalizare la Premiile Oscar pentru Cea mai bună melodie originală, nominalizare la Premiile Grammy |
| 1991      | JFK                                                                     | Oliver Stone                  | Warner Bros. Pictures                                    | Nominalizare la Premiile Oscar pentru Cea mai bună coloană sonoră |
| 1992      | Far and Away                                                            | Ron Howard                    | Imagine Films Entertainment                              | |
| 1992      | Home Alone 2: Lost in New York                                          | Chris Columbus                | 20th Century Fox                                         | |
| 1993      | Jurassic Park                                                           | Steven Spielberg              | Amblin Entertainment                                     | Nominalizare la Premiile Grammy |
| 1993      | Schindler's List                                                        | Steven Spielberg              | Amblin Entertainment, Universal Pictures                 | Câștigător al Premiului Oscar pentru Cea mai bună coloană sonoră, câștigător al Globului de Aur pentru Cea mai bună coloană sonoră, câștigător al Premiului BAFTA pentru cea mai bună coloană sonoră, câștigător al Premiului Grammy             |
| 1995      | Sabrina                                                                 | Sydney Pollack                | Constellation Entertainment                              | Nominalizare la Premiile Oscar pentru Cea mai bună coloană sonoră, nominalizare la Premiile Oscar pentru Cea mai bună melodie originală, nominalizare la Globurile de Aur pentru Cea mai bună melodie originală, nominalizare la Premiile Grammy |
| 1995      | Nixon                                                                   | Oliver Stone                  | Cinergi Pictures Entertainment                           | Nominalizare la Premiile Oscar pentru Cea mai bună coloană sonoră |
| 1996      | Sleepers                                                                | Barry Levinson                | Baltimore Picture                                        | Nominalizare la Premiile Oscar pentru Cea mai bună coloană sonoră |
| 1997      | Rosewood                                                                | John Singleton                | Warner Bros. Pictures                                    | |
| 1997      | The Lost World: Jurassic Park                                           | Steven Spielberg              | Amblin Entertainment, Universal Studios                  | Nominalizare la Premiile Grammy |
| 1997      | Seven Years in Tibet                                                    | Jean-Jacques Annaud           | Mandalay Entertainment                                   | Nominalizare la Globurile de Aur pentru Cea mai bună coloană sonoră, nominalizare la Premiile Grammy |
| 1997      | Amistad                                                                 | Steven Spielberg              | DreamWorks SKG                                           | Nominalizare la Premiile Oscar pentru Cea mai bună coloană sonoră, nominalizare la Premiile Grammy |
| 1998      | Saving Private Ryan                                                     | Steven Spielberg              | DreamWorks SKG, Paramount Pictures, Amblin Entertainment | Nominalizare la Premiile Oscar pentru Cea mai bună coloană sonoră, nominalizare la Globurile de Aur pentru Cea mai bună coloană sonoră, nominalizare la Premiile BAFTA, nominalizare la Premiile Grammy                                          |
| 1998      | Stepmom                                                                 | Chris Columbus                | TriStar Pictures                                         | |
| 1999      | America's Millennium (TV special)                                       | Glenn Weiss                   | The Stevens Company                                      | |
| 1999      | Star Wars: Episode I - The Phantom Menace                               | George Lucas                  | Lucasfilm                                                | Nominalizare la Premiile Grammy |
| 1999      | Angela's Ashes                                                          | Alan Parker                   | David Brown Productions                                  | Câștigător al Premiului Grammy, nominalizare la Premiile Oscar pentru Cea mai bună coloană sonoră, nominalizare la Globurile de Aur pentru Cea mai bună coloană sonoră                                                                           |
| 1999      | The Unfinished Journey (scurt-metraj documentar)                        | Steven Spielberg              | -                                                        | |
| 2000      | The Patriot                                                             | Roland Emmerich               | Columbia Pictures Corporation                            | Nominalizare la Premiile Oscar pentru Cea mai bună coloană sonoră |
| 2001      | A.I. Artificial Intelligence                                            | Steven Spielberg              | Warner Bros. Pictures, DreamWorks SKG                    | Nominalizare la Premiile Oscar pentru Cea mai bună coloană sonoră, nominalizare la Globurile de Aur pentru Cea mai bună coloană sonoră, nominalizare la Premiile Grammy                                                                          |
| 2001      | Harry Potter and the Sorcerer's Stone                                   | Chris Columbus                | Warner Bros. Pictures                                    | Nominalizare la Premiile Oscar pentru Cea mai bună coloană sonoră, nominalizare la Premiile Grammy |
| 2002      | Star Wars: Episode II - Attack of the Clones                            | George Lucas                  | Lucasfilm                                                | |
| 2002      | Minority Report                                                         | Steven Spielberg              | 20th Century Fox, Amblin Entertainment                   | |
| 2002      | Harry Potter and the Chamber of Secrets                                 | Chris Columbus                | Warner Bros. Pictures                                    | Nominalizare la Premiile Grammy |
| 2002      | Catch Me If You Can                                                     | Steven Spielberg              | DreamWorks SKG                                           | Nominalizare la Premiile Oscar pentru Cea mai bună coloană sonoră, nominalizare la Premiile BAFTA, nominalizare la Premiile Grammy |
| 2004      | Harry Potter and the Prisoner of Azkaban                                | Alfonso Cuarón                | Warner Bros. Pictures                                    | Nominalizare la Premiile Oscar pentru Cea mai bună coloană sonoră, nominalizare la Premiile Grammy |
| 2004      | The Terminal                                                            | Steven Spielberg              | DreamWorks SKG                                           | |
| 2005      | Star Wars: Episode III - Revenge of the Sith                            | George Lucas                  | Lucasfilm                                                | Nominalizare la Premiile Grammy |
| 2005      | War of the Worlds                                                       | Steven Spielberg              | Paramount Pictures, DreamWorks SKG                       | |
| 2005      | Memoirs of a Geisha                                                     | Rob Marshall                  | Columbia Pictures Corporation                            | Câștigător al Globului de Aur pentru Cea mai bună coloană sonoră, câștigător al Premiului BAFTA, câștigător al Premiului Grammy, nominalizare la Premiile Oscar pentru Cea mai bună coloană sonoră                                               |
| 2005      | Munich                                                                  | Steven Spielberg              | Universal Pictures                                       | Câștigător al Premiului Grammy, nominalizare la Premiile Oscar pentru Cea mai bună coloană sonoră |
| 2008      | Indiana Jones and the Kingdom of the Crystal Skull                      | Steven Spielberg              | Paramount Pictures                                       | Câștigător al Premiului Grammy |
| 2008      | A Timeless Call (scurt-metraj documentar)                               | Steven Spielberg              | Allentown Productions                                    | |
| 2010      | The Dream (scurt-metraj)                                                | Travis Neal                   | A One Man Production                                     | |
| 2011      | The Adventures of Tintin: Secret of the Unicorn                         | Steven Spielberg              | Columbia Pictures, Paramount Pictures                    | Nominalizare la Premiile Oscar pentru Cea mai bună coloană sonoră, nominalizare la Premiile Grammy |
| 2011      | War Horse                                                               | Steven Spielberg              | DreamWorks SKG                                           | Nominalizare la Premiile Oscar pentru Cea mai bună coloană sonoră, nominalizare la Globurile de Aur pentru Cea mai bună coloană sonoră, nominalizare la Premiile BAFTA                                                                           |
| 2012      | Lincoln                                                                 | Steven Spielberg              | DreamWorks Pictures, 20th Century Fox                    | Nominalizare la Premiile Oscar pentru Cea mai bună coloană sonoră, nominalizare la Globurile de Aur pentru Cea mai bună coloană sonoră, nominalizare la Premiile BAFTA                                                                           |